# Кабесас, Сальвадор
Сальвадо́р Фламе́нко Кабе́сас (исп. Salvador Flamenco Cabezas; род. 28 февраля 1947, Сан-Сальвадор) — сальвадорский футболист, играл на позиции нападающего, участник чемпионата мира 1970 года.

## Биография

### Клубная карьера
Кабесас большую часть игровой карьеры играл за «Адлер Сан-Николас», в котором играл в течение семи сезонов. В этой команде он был основным и ключевым игроком и согласно контракту, он не должен был менять команду.
В 1971 году Кабесас стал игроком клуба «ФАС», в котором играл два сезона.
В 1973 году перешёл в «Платенсе», в составе которого добился выхода в элитный дивизион. Следующим клубом в карьере для него стал «Луис Анхель Фирпо», в котором пробыл один сезон. В последующие годы играл за «Депортиво Драгон», «Эль-Параисо» и «Кекиске», в котором в 1978 году он завершил карьеру игрока из-за травмы колена.

### Карьера в сборной
В составе сборной Сальвадора Кабесас принимал участие на олимпийском турнире 1968 года, где сыграл в матчах со сборными Венгрии (0:4) и США (1:1).
На чемпионате мира 1970 года сыграл в трёх проигранных матчах группового этапа со сборными Бельгии (0:3), Мексики (0:4) и СССР (0:2) Всего за сборную Сальвадора сыграл 26 матчей, в которых не забил ни одного мяча.